# Un món sense fi
Un món sense fi (títol original en anglès: World without End) és una novel·la històrica de l'escriptor gal·lès Ken Follett. És la segona part de la novel·la Els pilars de la Terra, publicat el 2007. Hi construeix un panoràmica montumental d'una època. Va ser traduït al català per Mar Albacar i Morgó.
La novel·la transcorre al mateix lloc que la primera part, Kingsbridge, però s'esdevé dos-cents anys més tard, al segle xiv, i alguns dels personatges són descendents dels protagonistes del primer llibre. Va ser el llibre més venut del 2007 tot i haver sortit a la venda a la darreria de desembre.
El 2012 va sortir a la llum una minisèrie televisiva basada en l'obra. Hi actuaven Cynthia Nixon, Miranda Richardson, Peter Firth, Ben Chaplin, Charlotte Riley, Sarah Gadon i Tom Weston-Jones, sota la direcció de Michael Caton-Jones.

## Argument[6]
La novel·la comença a la ciutat fictícia de Kingsbridge d'Anglaterra, l'any 1327. Quatre nens, Merthin, Caris, Gwenda, i el germà de Merthin, Ralph, entren en un bosc el dia de Tots Sants. Hi observen la mort de dos homes armats, assassinats per Thomas Langley. Els nens fugen, amb l'excepció de Merthin, que ajuda Thomas, ferit, a enterrar una carta, que només poden desenterrar-la després de la seva mort. Després d'això, Thomas es refugia a Kingsbridge on es fa monjo de l'Orde de Sant Benet, mentre que els quatre nens juren que mai no parlaran del que van veure.
Deu anys després, es descobreix com és la vida d'aquests nens quan són adults. Caris ajuda el seu pare, Edmund, amb el comerç de la llana. Gwenda està enamorada de Wulfric, un nen que la maltractava de petita, però que d'adult és honest, valent i guapo i fill d'un pròsper camperol. Ralph és escuder del comte Roland, i està enamorat de la seva promesa, lady Philippa, dona del futur comte William. Merthin és aprenent de maçó, a qui només manquen sis mesos per acabar l'aprenentatge.
A la fira de la llana d'aquell any, s'hi produeixen diversos incidents. Griselda, filla del mestre de Merthin, el sedueix i li fa creure que n'està embarassada, però quan aquest descobreix que és mentida i es nega a fer-se càrrec del nen, el mestre el fa fora i bloca la seva entrada al gremi d'artesans. D'altra banda, el pont de Kingsbridge, que està ple de gent per assistir a l'execució d'una presempta bruixa, s'esfondra. Hi ha desenes de morts, entre ells el prior del monestir. En Godwyn serà el nou prior, després d'eleccions fraudulentes.
Els pares de Wulfric moren en l'accident i Ralph li nega heretar les terres de son pare. Gwenda donarà el seu cos a Ralph a canvi que li torni les terres a Wulfric, però aquest no compleix i ella es quedarà embarassada.
Godwyn diu ser un reformador, però resulta ser encara més conservador que l'antic prior, i ràpidament comença a entrar en conflicte amb els habitants de la ciutat, en una sèrie de qüestions, inclòs el finançament i la construcció del nou pont, dissenyat per en Merthin. Caris, que ara és regidora del gremi i impulsora de les obres del pont, es converteix en un problema particular per a Godwyn, i aquest, tot i ser el seu cosí, l'acusa de bruixeria per tal de poder trure-se-la del davant. Aquesta dona forta que es nega a acceptar el rol social de la dona en una societat medieval. Alguns crítics consideren que és una feminista massa avançada per l'època, però Follet es justifica assegurant que a totes les èpoques hi ha hagut persones que van sortir del camí predisposat. Per escapar de l'execució, la Caris es compromet a fer-se monja del monestir de Kingsbridge. Paral·lelament, en Merthin deixa Kingsbridge per anar a Florència, amb l'objectiu de continuar la seva carrera com a constructor.
Vuit anys més tard, Caris es cansa de les males pràctiques de Godwyn, i viatja fins a França per tal de demanar ajuda al bisbe, que lluita amb el rei Eduard III d'Anglaterra. En el camí, és testimoni dels estralls de la guerra i actua com una infermera durant la batalla de Crécy, en què Ralph, després d'haver fugit dels càrrecs de violació i assassinat a Anglaterra, salva la vida del príncep de Gal·les i és recompensat amb el títol de cavaller.
A Florència, la ciutat és assolada per la Pesta Negra. Merthin torna a Kingsbridge amb la seva filla Laura (Lolla). Allà troba Caris i es tornen a enamorar malgrat la condició de monja. Alhora Merthin torna a treballar en la reconstrucció del pont.
Milers d'habitants de Kingsbridge moren en el brot de la pesta. Després de la mort de la priora del convent, Caris pren el control i hi introdueix màscares i la higiene, que ajuden a protegir les monges de la pesta. Godwyn perd els nervis i fuig amb els monjos a una ermita, on ell i tots els monjos moren, excepte pel germà de la Gwenda, Filemó, que al seu torn havia fugit de l'ermita i Thomas Langley.
Després que William, el nou comte de Shiring, mori a causa de la plaga, amb tots els seus hereus homes, Ralph veu una bona oportunitat i esdevé comte casant-se amb lady Philippa, que el desprecia però no hi té més remei, doncs és voluntat del rei. Després de dos anys, la plaga es dissipa, es designa Filemó com a nou prior, encara més conservador i mediocre que el seu antecessor, i Caris, farta de les seves intromissions en l'Hospital, renuncia als seus vots i es casa amb Merthin. Després de deu anys de dificultats, es concedeix els drets de ciutat al poble de Kingsbridge, que els allibera de la senyoria del priorat, i Merthin n'esdevé el regidor.
L'escassetat de treballadors com a conseqüència de la plaga permet a Wulfric de recuperar les terres del seu pare. Quan Sam, el fill bastard de Ralph, mata el fill de l'oficial de justícia local, Gwenda ho revela tot a en Ralph per tal d'alliberar Sam de la pena capital. Armat amb aquest coneixement, en Ralph fa xantatge a Gwenda i aquesta, juntament amb Sam, el mata.
Quan Thomas Langley mor, Merthin compleix la seva promesa i desenterra la carta que revela que el deposat rei Eduard II d'Anglaterra havia sobreviscut en secret i s'havia exiliat a l'estranger, llirant la carta a un intermediari del rei i aconseguint desfer-se de Filemó, que ha de marxar de Kingsbridge. Després d'haver treballat al costat de Caris i la gent del poble per sotmetre un segon brot, més lleu, de la pesta, Merthin completa les seves obres i fa de la catedral de Kingsbridge l'edifici més alt d'Anglaterra.